# Unlim
Unlim（アンリム） は、株式会社MIXI（旧・株式会社ミクシィ）と一般財団法人アスリートフラッグ財団（代表理事：朝日健太郎）が提供する、ファンからアスリートに寄付を行えるスポーツギフティングサービス及び、ファンとのクローズドコミュニケーションを提供するUnlimメンバーシップを提供。ギフティングサービスは2020年2月19日にサービスを開始。

## 概要
1. 競技活動資金に充て新たな挑戦をする
2. 自身の活動だけではなくスポーツや競技そのものを盛り上げる
3. スポーツを通じて社会に貢献する

といった様々な思いを持つアスリートやチームに対して、金銭的に支援し、金銭面で課題を抱えるアスリート・チームを応援。

### 仕組み
ファンは、スポーツギフティングサービス「Unlim」を通じてアスリートフラッグ財団にギフティング（寄付）をすると、アスリート・チームに応援ポイントを贈れる。アスリートフラッグ財団は、贈られた応援ポイントなどを参考にギフティングされた金額を原資として、ファンからの寄付受付金額の67%から83%を各アスリート・チームに支援金として支払う。また、協業先メディアを経由してギフティングした場合は、ギフティングされた金額の一部を協業先メディアに分配。さらに、公益スポーツ団体等にギフティングされた金額の一部 (3%) が寄付される。
一度に集められる金額は大きいが、返礼品の用意や使途を具体的に決めて目標金額を設定するクラウドファンディングと異なり、アンリムは選手の手間が少なく、ファンの側も１０円から寄付が可能。

### 応援方法
Unlim公式サイト上で応援するアスリート・チームを選び、「ギフティングする」または「シェアをして仲間を集める」の2つの方法から1つを選択する。
「ギフティングする」の場合、アスリートフラッグ財団への寄付金額を自由に設定して寄付することでアスリートフラッグ財団から応援ポイントが付与され、そのポイントをアスリート・チームに贈れる。
「シェアをして仲間を集める」の場合、SNSでシェアできる。
また、協業先メディア上でもアスリート・チームへ応援が行える。協業先メディアに「Unlim」登録アスリート・チームに関する記事が掲載されると、記事の文末に「Unlimボタン」が設置され、Unlim公式サイトと同様にアスリート・チームを応援できる。

## 登録しているアスリート・チーム（2021年4月末時点）

### アスリート（順不同）
| あ行 - 太田宏介 - 緒方貴浩 - 梅林太朗 - 井上光明 - 稲葉将 - 新井晴夏 - 浅倉カンナ - 宇田幸矢/戸上隼輔/木造勇人 - 岩渕麗楽 - 飯端美樹 - 岩出玲亜 - 赤﨑秀平 - 青木蘭 - 奥原希望 - 荒井大輔 - 石澤開 - 伊藤崇之 - 緒方良行 - 上里琢文 - 海野大透 - 荒木大貴 - 逸見俊太/綾子 - 天笠颯太 - 石田みなみ - 内山由綺 - 梅川風子 - 梅原寛樹 - 及川栞 - 岡本貴浩 | か行 - 加藤嵐 - 木村昇吾 - 栗原慶太 - 小林あか里 - 草野歩 - 神里幸太 - 川村あんり - 幸野志有人 - 勝みなみ - 菊池真琴 - 上正原真人 - 吉良知夏 | さ行 - 西藤俊哉 - 鈴木温子 - 佐藤錬 - 添田豪 - 須田那月 - 佐藤友祈 - 鈴木由路 - 佐々木竜太 - 下野璃央 - 下川正將 - 鈴木剛 - 鈴木奈央 - 須田喬士郎 - 砂山昂大 |

| た行 - 髙田真希 - 髙梨沙羅 - 田中ゆかり - 寺地拳四朗 - 寺田明日香 - 寺西飛香留 - 土井レミイ杏利 - 歳永ゆきね - 冨部柚三子 - 寺尾勇利 - 荘智淵/朱世赫/陳建安/李平 - 高橋由衣 - 滝田学 - 玉城峻吾 - 寺澤日和 - 田中健太 - 谷口遼平 - 田中綾 - 髙橋和洋 - 滝田瑞月 | な行 - 永田大士 - 中村未優 - 中村倫也 - 新田祐大 - 野中美波 - 西山真瑚 - 西村拳 - 中村優太 - 中村春香 - 中村妃智 - 中谷鈴音 - 中村憲輔 - 名草慧 - 西村有斗 | は行 - 萩原雅之 - 畠山健介 - 浜下光輝 - 樋口黎 - 藤本安之 - 堀米雄斗 - 福藤豊 - 長谷川アーリアジャスール - 福島由紀/廣田彩花ペア - 福島美里 - 船水雄太 - ベンドラメ礼生 - 原修太 - 林泰基 - 長谷伸之助 - 福田穣 - 堀口恭司 - 本郷理華 - 平山姫里有・立野在組 - ベジータ石川 - 古山稀絵 - 東陽子 - 原沢久喜 - 藤田慶和 |

| ま行 - 松本弥生 - 三宅諒 - 森重真人 - 森みみ - 森田陽 - 道上龍 - 森重瑞紀 - 森宏明 - 森薗政崇 - 森薗美月 - 丸山千朝 - 松井一矢 - 宮川紗江 - 増田優一 - 宮澤ひなた - 松井正行 - 松本昌也 | や行 - 山崎まり - 吉田伊吹 - 吉野修一郎 - 吉村真晴/吉村和弘 - 山田恵里 - 山下優嘉 - 山口剛史 - 矢島純一 |

### チーム
- Drago CORSE
- FC東京[23]
- KOTO PHOENIX.EXE
- TOKYO DIME[24]
- 青山学院大学体育会ラグビー部
- 稲城FIETSクラスアクト
- 千葉ジェッツふなばし[25]
- 東京山九フェニックス
- 栃木ゴールデンブレーブス
- ヒト・コミュニケーションズ サンウルブズ
- 静岡SSUアスレジーナ
- 琉球アスティーダ
- 明治大学 野球部
- 法政大学 野球部
- 東京大学 野球部
- 立教大学 野球部
- 早稲田大学 野球部
- 慶應義塾大学 野球部
- ONO Football Clinic
- ひがし北海道クレインズ
- 新潟アルビレックスBC
- 北海道コンサドーレ札幌
- 桐蔭横浜大学 サッカー部
- ASV PESCADOLA 町田
- 明治大学体育会競走部
- GOODJOB女子硬式野球部
- はやぶさイレブン
- COMEBACK BOOST PROJECT for SOTA（千葉ジェッツ）
- いわてグルージャ盛岡
- 岩手ビッグブルズ
- 釜石シーウェイブスRFC
- 木下スケートアカデミー[26]
- 東京ヤクルトスワローズ